# Тури (Кольський повіт)
Тури (пол. Tury) — село в Польщі, у гміні Костелець Кольського повіту Великопольського воєводства.
Населення — 252 особи (2011).
У 1975-1998 роках село належало до Конінського воєводства.

## Демографія
Демографічна структура станом на 31 березня 2011 року:
|          | Загалом | Допрацездатний вік | Працездатний вік | Постпрацездатний вік |
| -------- | ------- | ------------------ | ---------------- | -------------------- |
| Чоловіки | 129     | 35                 | 84               | 10                   |
| Жінки    | 123     | 23                 | 76               | 24                   |
| Разом    | 252     | 58                 | 160              | 34                   |